# Dysmachus rectus
Dysmachus rectus là một loài ruồi trong họ Asilidae. Dysmachus rectus được Becker miêu tả năm 1923. Loài này phân bố ở vùng Cổ Bắc giới.